# Erbeskopf
L'Erbeskopf est la montagne la plus élevée du massif du Hunsrück et du land de Rhénanie-Palatinat. C'est également le plus haut sommet d'Allemagne à l'ouest du Rhin.
À proximité du sommet se trouve Windklang, une sculpture de Christoph Mancke (2011).

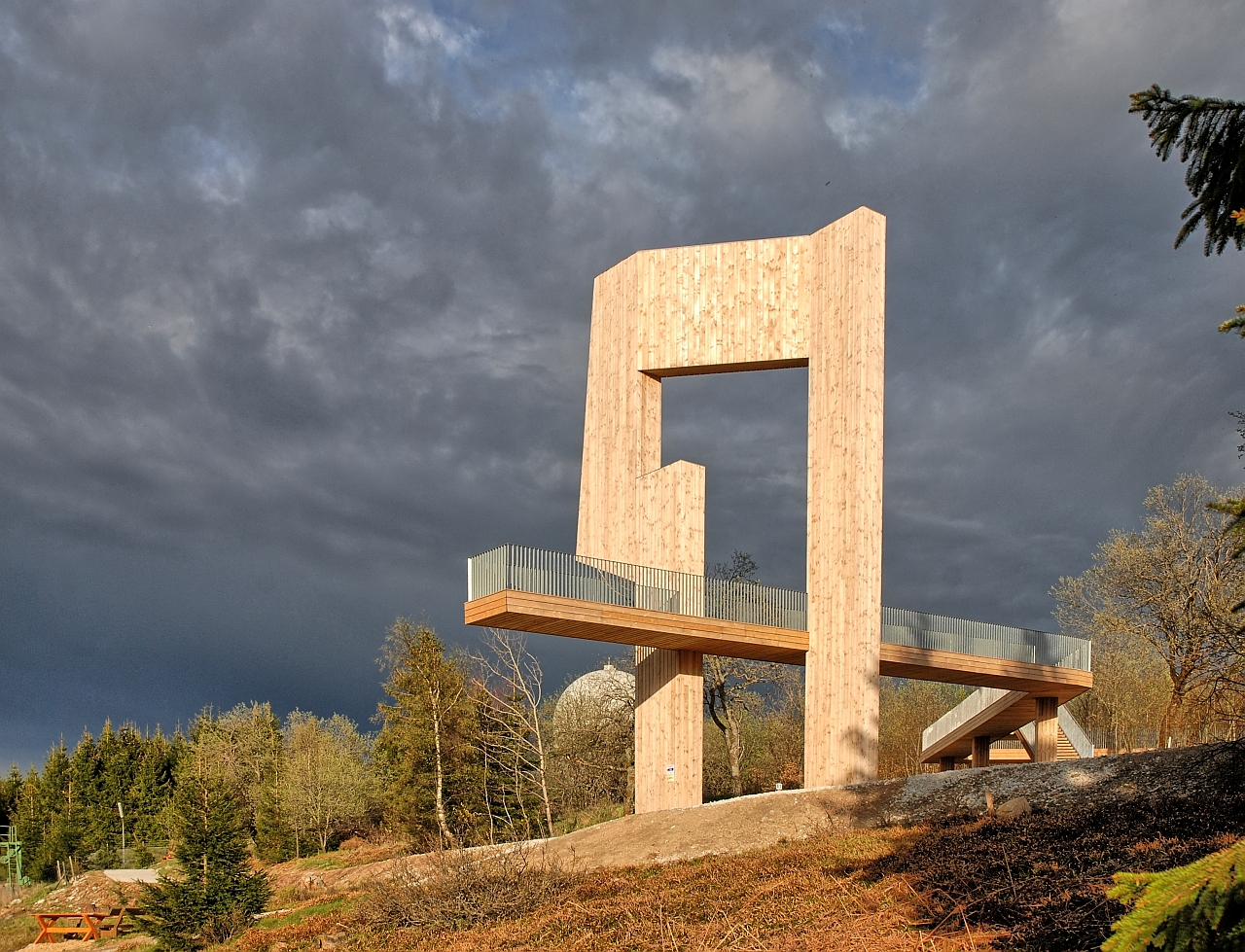
Windklang.

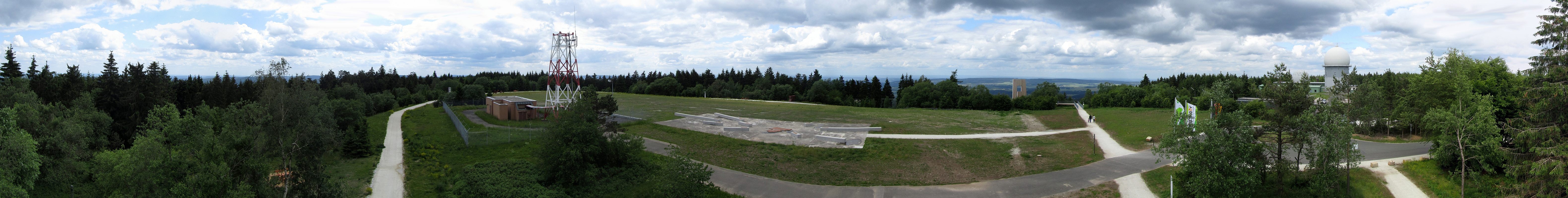
Vue du plateau sommital depuis le belvédère.